# Расмуссен, Аллан Стиг
Аллан Стиг Расмуссен (дат. Allan Stig Rasmussen; род. 20 ноября 1983) — датский шахматист, гроссмейстер (2009).
Чемпион Дании (2010, 2011, 2014, 2019).
В составе национальной сборной участник 4-х Олимпиад (2008—2014) и 2-х командных чемпионатов Европы (2009, 2013).

## Изменения рейтинга
| Графики недоступны из-за технических проблем. См. информацию на Фабрикаторе и на mediawiki.org. |